# Glenbrook
Glenbrook é uma região censitária no condado de Douglas, estado de Nevada, nos Estados Unidos. Fica no lado leste do Lago Tahoe. Segundo o censo de 2010, a região censitária tinha uma população de 215 habitantes.
O nome da comunidade é devido ao nome do hotel "Glenbrook House" e situa-se a uma altitude de 1.900 m.
Glenbrook é a mais antiga povoação no Lago Tahoe e foi o principal fornecedora de madeira para Comstock Lode e  Virginia City. Os primeiros povoadores do vale, em que se inclui Captain Augustus W. Pray, chegaram em 1861.

## Geografia
Glenbrook fica localizada na margem oriental do Lago Tahoe.  Esta pequena comunidade fica situada a cerca de 16 quilómetros de  Incline Village. De acordo com o United States Census Bureau, a região censitária de Glenbrook tem uma área de 10,4 km2 (9,8 km2 de terra e 0,6 km2 de água).

### Clima
Segundo a Classificação climática de Köppen-Geiger tem um clima mediterrânico.